# HMS Repulse (1868)
HMS Repulse var det sidste britiske panserskib med træskrog. Repulse indgik i Royal Navys 1859-program som et linjeskib af Bulwark klassen. I begyndelsen af 1861 var den britiske flådeledelse imidlertid blevet overbevist om, at fremtiden tilhørte panserskibet, så byggeriet blev standset. Fire skibe blev straks ombygget til panserskibe, mens nogle af de andre blev holdt i reserve, mens man vurderede erfaringerne ved ombygningen. Arbejdet på Repulse lå stille fra 1861 til 1866, da skibet som det sidste i serien blev ombygget. På den måde gik der 11 år fra køllægningen i 1859 til skibet var færdigt i 1870. Navnet betyder "frastøde", og skibet var det niende af foreløbig 12 med dette navn i Royal Navy.

## Design og konstruktion
Flådens chefkonstruktør, Sir Edward Reed, havde en svær opgave med Repulse. Det stod klart, at tidligere tiders 114 mm panser ikke længere var nok, nu hvor Royal Navy forsynede sine panserskibe med 9 tommers (227 mm) og 10 tommers (254 mm) kanoner. Så svære kanoner kunne træskroget ikke bære, men Reed gik op til 8 tommer (203 mm) i forhold til halvsøsteren Zealous, der havde 7-tommers kanoner. Panseret blev øget til 152 mm, men blev til gengæld koncentreret om et centralt batteri (kasemat) på 21 meter. Resten af skroget (bortset fra vandlinjen) var ubeskyttet, og det stod klart, at skibet ikke kunne klare sig i kamp mod de nyeste panserskibe. Dette var en del af begrundelsen for at sende det til Stillehavseskadren, hvor man ikke risikerede at møde de mest avancerede skibe. De 12 svære kanoner var fordelt med otte i kasematten, mens de sidste fire var opstillet på dækket, så to kunne skyde forud og to agterud.
Ombygningen blev igangsat 25. oktober 1866, og Repulse blev søsat i 1868. Straks efter blev skibet bugseret til Sheerness og blev bygget færdigt der. Årsagen var, at premierminister Gladstones regering ønskede at nedlægge værftet i Woolwich. Repulse blev dermed det sidste skib, der blev bygget på dette værft, der gennem næsten 400 år havde forsynet den britiske flåde med skibe som Henri Grace a Dieu, Sovereign of the Seas og Darwins Beagle.
Repulse var apteret som flagskib med glimrende indkvarteringsforhold for officerene, og det beskrives som en god sejler. Som det første panserskib havde det kommandobroen placeret foran skorstenen i stedet for agterude.

## Tjeneste
Repulse hejste kommando i marts 1870 og blev sendt til Queensferry ved Edinburgh, hvor det gjorde tjeneste som vagtskib i to år. I 1872 blev skibet sendt til den britiske Stillehavseskadre som flagskib og afløser for Zealous. De næste fem år gjorde Repulse tjeneste i farvande, der strakte sig fra British Columbia til Patagonien. I 1877 ankom afløseren, HMS Shah, og Repulse satte kursen mod England. På hjemvejen valgte kaptajnen at droppe turen gennem Magellanstrædet og rundede i stedet Kap Horn under sejl – som det eneste britiske panserskib nogensinde. Fra 1877 til 1880 var skibet på værft, og fik blandt andet torpedoapparater ombord. Fra 1880 til 1885 var Repulse vagtskib ved Hull. I 1885 var der krise i forholdet til Rusland, og Repulse blev ét af de 12 panserskibe, der indgik i en særlig Baltisk Ekspeditionsflåde under admiral Hornby. Krisen blev dog hurtigt afblæst, og eskadren holdt i stedet øvelser i farvandet Syd og Vest for England. Det blev den sidste aktive tjeneste for Repulse, og skibet lå derefter i reserve til det blev solgt i 1889.